# رام بيرغمان
رام بيرغمان (بالعبرية: רם ברגמן‏) هو منتج أفلام إسرائيلي، ولد في 1970 في ريشون لتسيون في إسرائيل.

## وصلات خارجية
- رام بيرغمان على موقع IMDb (الإنجليزية)
- رام بيرغمان على موقع بوكس أوفيس موجو (الإنجليزية)
- رام بيرغمان على موقع قاعدة بيانات الفيلم (الإنجليزية)